# Flabellidae
Flabellidae Bourne, 1905 è una famiglia di madrepore della sottoclasse degli Esacoralli.

## Descrizione
La famiglia comprende coralli anermatipici solitari; alcune specie sono sessili, altre vivono adagiate sui fondali senza essere ancorate al substrato.
I coralliti hanno una parete sottile, con setti non esposti e columella appena abbozzata. Le loro dimensioni variano da quelle dei Falcatoflabellum, che hanno un calice del diametro di soli 3 mm e sono lunghi non più di 10 mm, a quelle di Flabellum impensum, che è una delle madrepore solitarie più grandi, con un calice di oltre 12 cm di diametro e una lunghezza di 8 cm.

## Biologia
Tutte le specie della famiglia sono prive di zooxantelle.
Sulle colonie di alcune specie sono state osservate formazioni incrostanti simili a galle che ospitano gli stadi larvali endoparassiti di alcuni crostacei ascotoracidi.
Il genere Javania è spesso ospite di formazioni incrostanti di cirripedi.

## Distribuzione e habitat
I flabellidi sono ampiamente diffusi in tutti gli oceani, compreso l'Antartico, sino a 3200 m di profondità.

## Tassonomia
La famiglia comprende i seguenti generi:
- Blastotrochus Milne Edwards & Haime, 1848
- Falcatoflabellum Cairns, 1995
- Flabellum Lesson, 1831
- Javania Duncan, 1876
- Monomyces Ehrenberg, 1834
- Placotrochides Alcock, 1902
- Placotrochus Milne Edwards & Haime, 1848
- Polymyces Cairns, 1979
- Rhizotrochus Milne Edwards & Haime, 1848
- Truncatoflabellum Cairns, 1989